# Mercedes (film)
Mercedes (in arabo  مرسيدس‎?) è un film del 1993 diretto da Yousry Nasrallah.
Il film illustra in maniera cruda il panorama sociopolitico dell'Egitto  degli anni '90: la caduta del comunismo, l'ascesa degli islamisti, il trionfo del capitalismo, il boom del traffico di stupefacenti e del traffico di organi, l'omosessualità e il calcio.
Il film ha partecipato nel 1993 al Locarno Festival e al Toronto International Film Festival.

## Trama
Noubi, un comunista dichiarato di una famiglia benestante, esce dal manicomio e si innamora di Afifa una danzatrice del ventre che gli ricorda la madre Warda. Poi si mette alla ricerca del fratellastro Gamal, giovane omosessuale, che nel frattempo ha ereditato la fortuna del loro padre. Uccide la matrigna Raifa, una presunta spacciatrice, e poi Gamal.